# Młode Bra-De-Li
Młode Bra-De-Li – polski zespół muzyczny wykonujący muzykę szantową, jeden z nielicznych w Polsce żeńskich wykonawców tego rodzaju muzyki.
Założony w 2002 w Radomiu, jest kontynuatorem tradycji nieistniejącego już zespołu Bra-De-Li. Laureat i uczestnik licznych festiwali szantowych: radomskiej "Rafy", wrocławskiego „Szanty we Wrocławiu”, festiwalu „Keja” w Strzelcach Krajeńskich, „Festiwalu Bałtyckiego” w Gdyni, a także „Shanties” w Krakowie, „Kubryku” w Łodzi oraz „Zęzy” w Łaziskach Górnych.
Prócz tradycyjnych szant zespół wykonuje również utwory przeznaczone dla młodszej publiczności: bierze udział w skierowanych do dzieci i młodzieży programach edukacyjno-rozrywkowych, występuje również podczas krajowych finałów WOŚP.
Swoją karierę w nieistniejącym już zespole Bra-De-Li zaczynali m.in. finalistka 2. edycji Idola Małgorzata Kunc i Norbert Żyła.

## W skład zespołu wchodzili
- Katarzyna Dyzner – śpiew, gitara
- Alicja Karwowska – śpiew, flet poprzeczny
- Marta Leśniewska – śpiew
- Mikołaj Czester Ganabisiński - gitara basowa (wcześniej również w Bra-De-Li)
- Magdalena Lizanowicz – gitara basowa (po odejściu Mikołaja Ganabisińskiego)
- Karolina Sot – gitara (wcześniej również w Bra-De-Li)
- Łukasz Koptas – bongosy